# オトチンオーバードライブ
オトチンオーバードライブは、「音泉」にて配信されていたインターネットラジオ番組である。パーソナリティは、bambooと細井聡司とBlasterheadの3人。
放送開始当初は男達の沈黙というタイトルだったが、2006年5月にタイトル変更。ただし基本的に同一の番組として取り扱われ、オトチンオーバードライブの第01回は男達の沈黙の第55回にあたる。2007年5月3日配信の第51回(男達の沈黙 第105回)で終了した。

## 概要
- 配信サイト：音泉
- 配信日：木曜日
- 番組ではポイントランキング制を採用していて、メールが採用されるとポイントが蓄積されていく。2クール（放送24回分）毎にランキング上位者には、景品が進呈される。

## コーナー
普通のおたより
普通のお便りコーナー
細井大将のずばり言ったるわよ!
細井大将が悩み・相談事を一刀両断するコーナー
Blasterheadの木曜ロウガ劇場
映画のタイトルを改変して空想の映画の面白おかしい内容を作るコーナー
仮面bamboo
bamboo主演によるショートコント
アイドルバスターズ
現役声優をゲストに迎え、パーソナリティ陣がアイドル声優を目指し指導を受けるコーナー

### 主な終了したコーナー
桃色川柳
大将に聞け!
Blasterheadのも～っとふたなり大好き
魔法少女bamboo
大将が斬る!
Blasterheadのふたなり大好き 大往生
魔法少女bamboo DESTINY

## ゲスト
- 緒方恵美(#05)
- YURIA(#10,11,21)
- sorachoco(#13,41)
- Reika(#14,26)
- 田中一成(#21)
- 大野まりな(#24)
- 落合祐里香(#28)
- Yozuca*(#36,42)